# José Pinto Fonseca
José Pinto Fonseca foi sertanista e em 26 de julho de 1773 descobriu a Ilha do Bananal, maior ilha fluvial do mundo, situada entre os estados atuais do Tocantins e Mato Grosso (12°50´ longitude e 9°40´ latitude) com uma área de aproximadamente 2 milhões de hectares.